# Phaltan
Phaltan es una ciudad y  municipio situada en el distrito de Satara en el estado de Maharashtra (India). Su población es de 52118 habitantes (2011). Se encuentra a 63 km de Satara y a 225 km de Bombay.

## Demografía
Según el censo de 2011 la población de Phaltan era de 52118 habitantes, de los cuales 26242 eran hombres y 25876 eran mujeres. Phaltan tiene una tasa media de alfabetización del 88,48%, superior a la media estatal del 82,34%: la alfabetización masculina es del 92,71%, y la alfabetización femenina del 84,24%.